# إكروكوماب
إكروكوماب هو جسم مضاد وحيد النسيلة بشري مصمم لعلاج الأورام الصلبة، طورته إمكلون سيستم إنك. (ImClone Systems Inc).